# Antonio Conte (fäktare)
Antonio Conte, född 11 december 1867 i Minturno, död 4 februari 1953 i Minturno, var en italiensk fäktare.
Conte blev olympisk guldmedaljör i sabel vid sommarspelen 1900 i Paris.